# Dorset Township
Dorset Township ist eines von 27 Townships des Ashtabula Countys im US-Bundesstaat Ohio. Nach der Volkszählung im Jahr 2000 waren hier 892 Einwohner registriert.

## Geografie
Dorset Township liegt südöstlich des geografischen Zentrums des Ashtabula Countys im äußersten Nordosten von Ohio und grenzt im Uhrzeigersinn an die Townships: Denmark Township, Pierpont Township, Richmond Township, Andover Township, Cherry Valley Township, New Lyme Township, Lenox Township und Jefferson Township.

## Verwaltung
Das Township wird durch ein Board of Trustees, bestehend aus drei gewählten Mitgliedern, verwaltet. Zwei Personen werden jeweils im Jahr nach der Präsidentschaftswahl gewählt und eine jeweils im Jahr davor. Die Amtszeit dauert in der Regel vier Jahre und beginnt jeweils am 1. Januar. Daneben gibt es noch einen Township Clerk (Schriftführer), der ebenfalls im Jahr vor der Präsidentschaftswahl auf eine vierjährige Amtszeit gewählt wird. Dessen Amtszeit beginnt jeweils am 1. April.